# 達爾德語支
達爾德語支是印欧语系印度-伊朗语族印度-雅利安语支下的一个分支，使用者主要集中在巴基斯坦北部吉尔吉特-巴尔蒂斯坦、开伯尔-普什图省，印度北部克什米尔河谷及阿富汗东部，克什米尔语是其代表，有自身文字，是印度22个官方语言之一。